# Zelotes ocala
Espèce
Zelotes ocala est une espèce d'araignées aranéomorphes de la famille des Gnaphosidae.

## Distribution
Cette espèce est endémique de Floride aux États-Unis.

## Description
Les mâles mesurent de 3,13 à 4,72 mm et les femelles de 4,07 à 4,85 mm.

## Étymologie
Son nom d'espèce lui a été donné en référence au lieu de sa découverte, la forêt nationale d'Ocala.

## Publication originale
- Platnick & Shadab, 1983 : A revision of the American spiders of the genus Zelotes (Araneae, Gnaphosidae). Bulletin of the American Museum of Natural History, no 174, p. 97-192 (texte intégral).